# Groucho Marx
Pour les articles homonymes, voir Marx.
Julius Henry Marx, né le 2 octobre 1890 à New York et mort le 19 août 1977 à Los Angeles, plus connu sous le surnom de Groucho Marx /ˈɡɹaʊt͡ʃoʊ mɑɹks/, est un comédien américain de théâtre, de télévision et de cinéma, et écrivain, faisant partie des Marx Brothers. Il est généralement considéré comme ayant été un maître dans l'art de la répartie, et un des meilleurs comédiens de son temps.

## Biographie

### Enfance
Julius Henry Marx est né le 2 octobre 1890, à Manhattan, New York. Il dit être né dans une pièce au dessus d'une boucherie sur la East 78th Street, « entre Lexington et la 3e ».
Il est le frère de Leonard dit Chico (1887-1961), Adolph (puis Arthur après 1911) dit Harpo (1888-1964), Milton dit Gummo (1893-1977) et Herbert, dit Zeppo (1901-1979).
La famille Marx est juive. Son père, Simon "Sam" Marx, qui avait changé son nom (Marrix), était surnommé le "Frenchie" (français) par ses fils, étant originaire d'Alsace, en France. Sa mère, Miene "Minnie" Schoenberg vient d'une famille immigrée de Dornum au nord de l'Allemagne quand elle avait 16 ans. Le frère de Minnie, Al Schoenberg, change son nom et devient Al Shean quand il commence à jouer dans Gallagher and Shean, un vaudeville très connu dans les années 1910, 1920. Minnie ne fait pas carrière mais a de grandes ambitions pour ses fils. Elle pousse Julius à chanter, tant elle trouve sa voix de soprano superbe.
Julius avait pour but de devenir médecin, mais la famille n'avait pas les moyens et il a quitté l'école à 12 ans. Il devient alors un lecteur passionné, particulièrement d'Horatio Alger, cherchant à surmonter son manque d'éducation et devient très instruit.

### Début de carrière
Comme ses frères, il débute dans le métier enfant. Petit, il montre déjà un talent pour le théâtre. Sa mère Minnie le fait engager, ainsi que Gummo, dans une troupe théâtrale itinérante : le Leroy Trio. Il apprend les arts de la scène, comédie, chant et danse. Leur mère reprend vite les affaires en main pour former elle-même ses fils. Ils sillonnent le pays pour jouer sur les planches et ne pas gagner grand-chose. Avec ses frères, il finit par triompher à Broadway et la suite est faite de succès. Il adopte comme nom de scène son surnom de Groucho (de l'anglais to grouch qui veut dire ronchonner).

### Hollywood

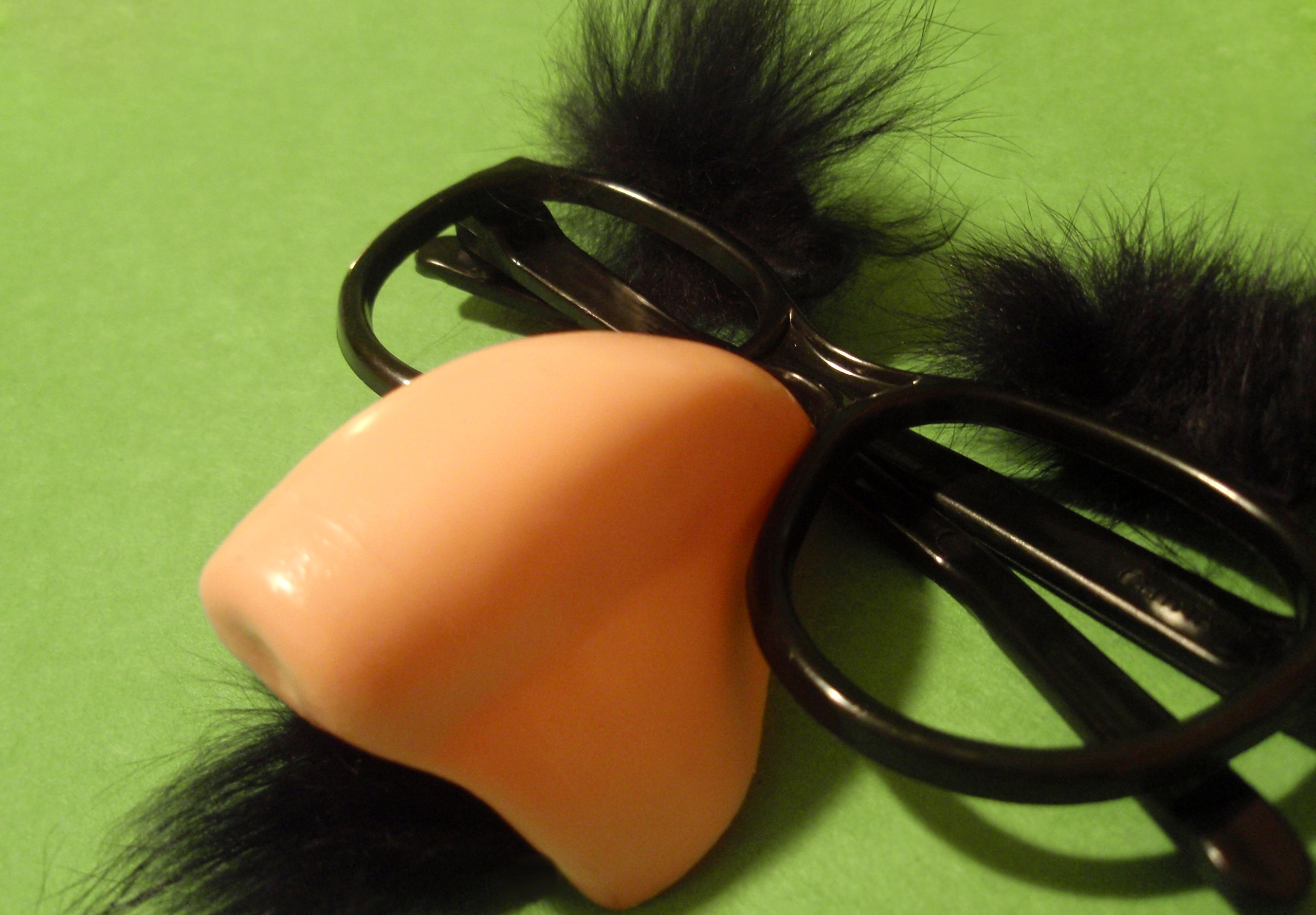
Le succès est tel qu'un masque comique à l'effigie de Groucho est créé dans les années 1940 comme accessoire de déguisement.

Groucho Marx tourne dans 23 films dont 13 avec ses frères, principalement Chico et Harpo. En 1922, les Marx Brothers tournent leur premier film, Humor Risk, mais une fois terminé, ils le trouvent mauvais et décident de ne pas le sortir. Ils en brûleront toutes les copies plus tard. Leur premier film qui trouve le succès est Noix de coco (The Cocoanuts).
Groucho s'est inventé un personnage à la démarche de poulet faite de grands pas, à la moustache et aux sourcils imposants dessinés au bouchon brûlé, aux petites lunettes, mâchant un cigare perpétuel, usant de nombreux calembours avec l'accent new-yorkais.
Dans les films burlesques des Marx Brothers, les personnages de Groucho ont plus d'affinité avec les personnages de Chico qu'avec ceux de Harpo, leur humour n'étant pas basé sur les mêmes principes. Dans 7 films, Margaret Dumont sera la partenaire de choix de Groucho, faire-valoir ou dame de cœur courtisée avec une indélicatesse et une goujaterie hilarantes.
Ce personnage arrogant usant de réparties à l'humour corrosif fait de Groucho l'un des acteurs les plus populaires des États-Unis.

### You Bet Your Life(Vous pariez votre vie)
Après la Seconde Guerre mondiale, la carrière cinématographique des Marx s'essouffle et se termine en 1957. Groucho joue jusqu'en 1968, tout en se lançant dans une carrière d'animateur avec l'émission You Bet Your Life (en) qui connait un grand succès aux États-Unis. D'abord radiophonique à partir de 1947, l'émission devient télévisée à partir de 1950. En 1960, l'émission prend le nom de Groucho Show. Groucho continue sa carrière télévisuelle, il anime notamment une autre émission télévisée Tell It to Groucho, qui ne dure que cinq mois, et ne connait pas le même succès que You Bet Your Life. En octobre 1963 il est l'invité surprise de What's My Line? émission-jeu populaire de CBS. Groucho a écrit aussi quelques ouvrages, notamment Mémoires d'un amant lamentable.

### Vie privée
Groucho Marx a été marié trois fois, une première fois de 1920 à 1942, avec Ruth Johnson (1898-1972), une choriste avec qui il a eu 2 enfants, Arthur et Miriam, une deuxième fois, de 1945 à 1951, avec Kay Marvis (1923-2000), ancienne épouse de Leo Gorcey, qui lui donne une fille, Melinda, et une troisième avec Eden Hartford (1930-1983), de 1954 à 1969.
Groucho meurt d'une pneumonie à l'âge de 86 ans. Il est incinéré et ses cendres reposent au Eden Memorial Park Cemetery (en), cimetière juif de Los Angeles.

## Filmographie

### Films avec les quatreMarx Brothers
- 1921 : Humor Risk
- 1929 : Noix de coco
- 1930 : L'Explorateur en folie

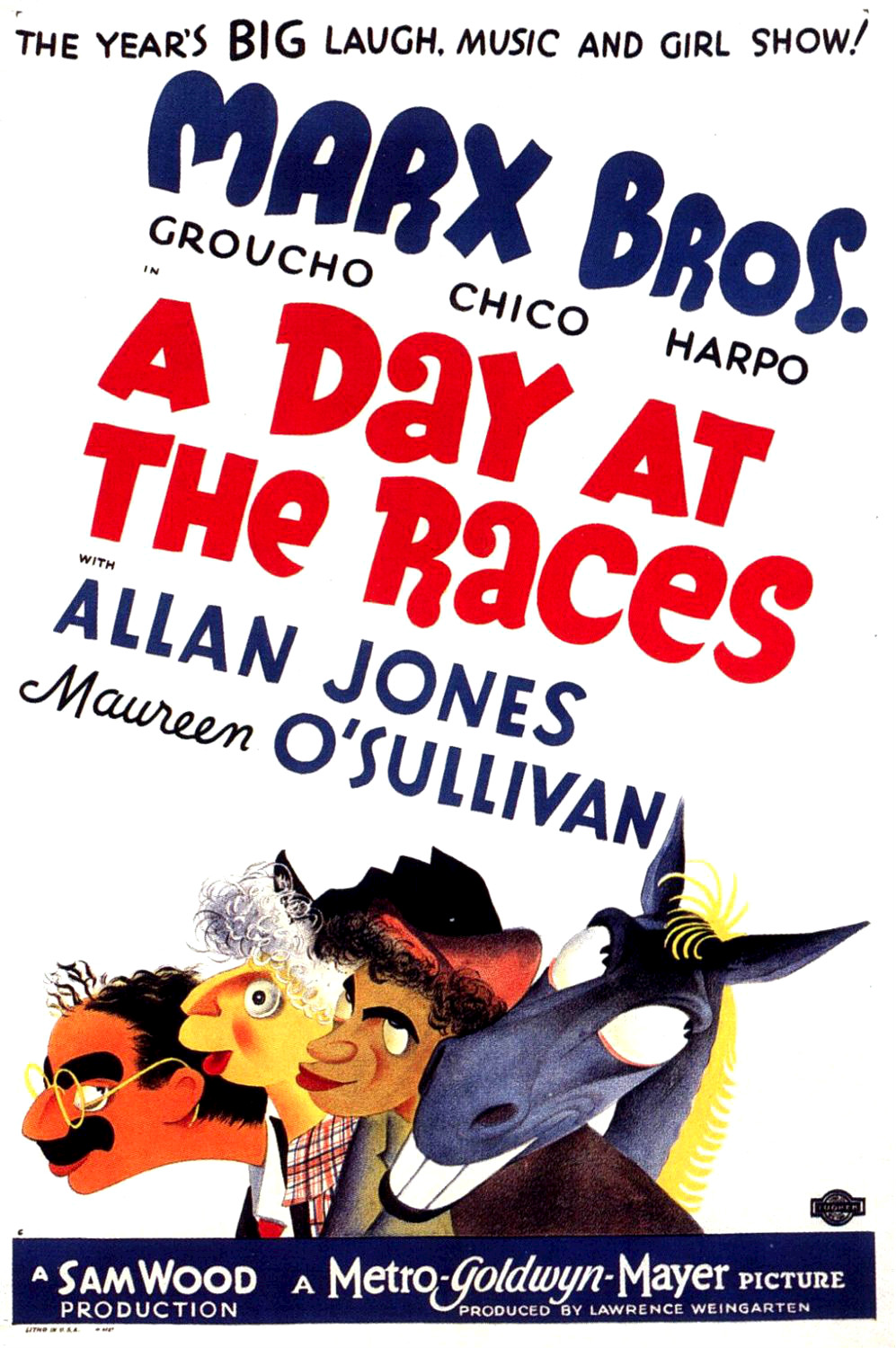
Affiche américaine dUn jour aux courses (1937).

- 1931 : The House That Shadows Built
- 1931 : Monnaie de singe
- 1932 : Plumes de cheval
- 1933 : La Soupe au canard

### Films avec les troisMarx Brothersmais sansZeppo
- 1935 : Une nuit à l'opéra
- 1937 : Un jour aux courses
- 1938 : Panique à l'hôtel
- 1939 : Un jour au cirque
- 1940 : Chercheurs d'or
- 1941 : Les Marx au grand magasin
- 1946 : Une nuit à Casablanca
- 1949 : La Pêche au trésor
- 1957 : L'Histoire de l'humanité

### Films où il apparaît sans ses frères
- 1947 : Copacabana
- 1951 : Mr. Music
- 1951 : Une veine de... (Double dynamite)
- 1952 : Une fille dans chaque port
- 1957 : La Blonde explosive (Will Success Spoil Rock Hunter?)
- 1960 : The Mikado
- 1968 : Skidoo

### En tant que scénariste
- 1937 : Le Roi et la Figurante (The King and the Chorus Girl) de Mervyn LeRoy

## Ouvrages
- 1930 : Beds

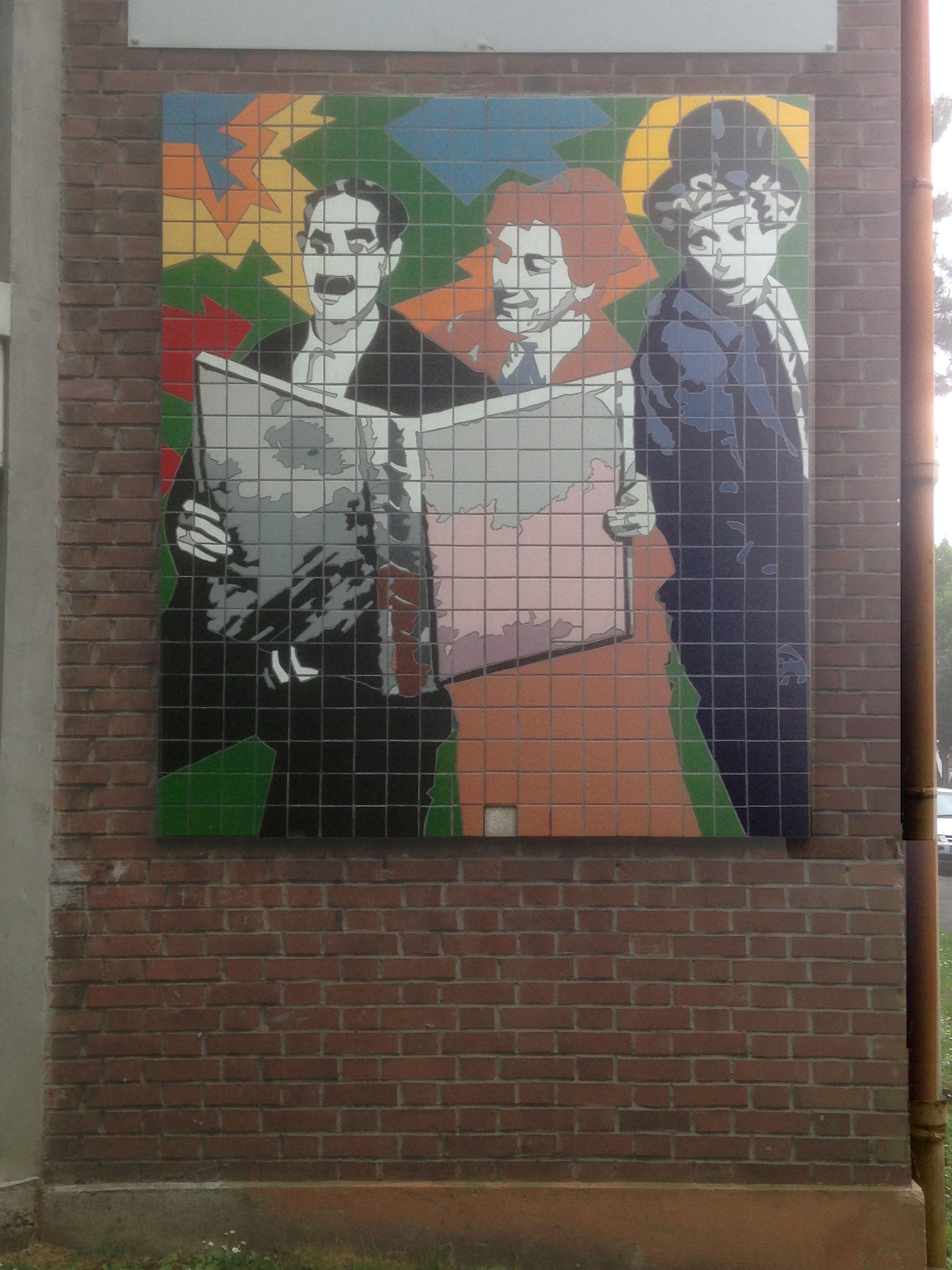
Hommage à Groucho Marx à Lille.

  - Plumards, de cheval, adapté en français par Claude Duneton, coll. Points, éd. Seuil, 1983
- 1959 : Groucho and me ; traduit sous trois titres :
  - Groucho and me, traduit de l'américain par Bernard Willerval, éd. Arthaud, 1962
  - Les Mémoires de Groucho Marx, traduit de l'américain par Jacques Le Gal et Pierre Michaut, éd. L'Atalante, 1981
  - Mémoires capitales, mêmes traducteurs, coll. Points, Seuil, 1985
- 1963 : Memoirs of a Mangy Lover
  - Mémoires d'un amant lamentable, traduit par Michel Lebrun, éd. Jean-Claude Lattès, 1982
- 1967 : The Groucho Letters: Letters From and To Groucho Marx
  - Correspondance, traduit de l'américain par Claude Portail, Champ libre, 1971 ; rééd. Gallimard, 1990
- 19?? : Love, Groucho : letters from Groucho Marx to his daughter Miriam
  - Lettres de Groucho à sa fille Miriam, trad. de l'américain par Denis Baldwin-Beneich, coll. Points, éd. Seuil, 1995
- 1973 : The Marx Bros. scrapbook, avec Richard J. Anobile, New York, Darien house book
- 1976 : The Groucho Phile : an illustrated life..., introduction de Hector Arce, New York, Bobbs-Merrill
- 19?? : Groucho Marx and other short stories and tall tales
  - Crise et grouchotements, trad. et adapt. de l'anglais par Michel Lebrun, coll. Points, Seuil, 1996

## Distinctions
- Emmy de la plus importante personnalité aux Emmy Awards en 1951
- Oscar d'honneur aux Oscars 1974
- Fait Commandeur des Arts et des Lettres en 1974 par le gouvernement français